# مجلس الوزراء التنفيذي التركي الخامس
خامس حكومة برلمانية تشكلت من قبل القوميين الأتراك خلال حرب الاستقلال التركية وفترة صياغة اتفاقية لوزان بين تاريخ 14 أغسطس 1923 إلى 27 أكتوبر 1923 وهي آخر حكومة ل«مجلس الوزراء التنفيذيين» وكذلك مشهورة بتسمية حكومة أنقرة. انتهى انتدابها قبل يومين من إعلان الجمهورية التركية على أنقاض السلطنة العثمانية وانجلاء الاستعمار.

## خلفية
كان رئيس هذا المجلس علي فتحي بك النائب مسؤول الداخلية السابق. وتم انتخاب أعضاء المجلس من قبل البرلمان واحدا تلو الآخر.

## قائمة أعضاء المجلس
الأسماء بين قوسين هي الأسماء التي إختارها الأفراد كألقاب لعائلاتهم بعد تبني قانون الألقاب وحذف الألقاب العثمانية 1934.
| المنصب                                | الاسم                    | بداية/إنتهاء العهدة             |
| ------------------------------------- | ------------------------ | ------------------------------- |
| رئيس المجلس التنفيذي ومسؤول الداخلية  | علي فتحي بك              | 14 أغسطس 1923 / 27 أكتوبر 1923  |
| النائب مسؤول العدل                    | محمد سيد بك              | 14 أغسطس 1923 / 27 أكتوبر 1923  |
| النائب مسؤول الشريعة والأوقاف         | موسى كاظم أفندي (أونار)  | 14 أغسطس 1923 / 24 سبتمبر 1923  |
| النائب مسؤول الشريعة والأوقاف         | مصطفى فوزي أفندي (سرحان) | 24 سبتمبر 1923 / 27 أكتوبر 1923 |
| النائب مسؤول التسوية والتبادل السكاني | مصطفى نجاتي بك (أوكورال) | 14 أغسطس 1923 / 27 أكتوبر 1923  |
| النائب مسؤول الدفاع                   | كاظم باشا (أوزالب)       | 14 أغسطس 1923 / 27 أكتوبر 1923  |
| النائب مسؤول الأركان العامة           | فوزي باشا                | 14 أغسطس 1923 / 27 أكتوبر 1923  |
| النائب مسؤول الشؤون الخارجية          | عصمت باشا (إينونو)       | 14 أغسطس 1923 / 27 أكتوبر 1923  |
| النائب مسؤول الاقتصاد                 | محمود عزت بك (بوزكورت)   | 14 أغسطس 1923 / 24 سبتمبر 1923  |
| النائب مسؤول الاقتصاد                 | حسن بك (ساكا)            | 24 سبتمبر 1923 / 27 أكتوبر 1923 |
| النائب مسؤول المالية                  | حسن فهمي بك (عاتق)       | 14 أغسطس 1923 / 27 أكتوبر 1923  |
| النائب مسؤول التربية                  | إسماعيل صفا بك (اوزلر)   | 14 أغسطس 1923 / 27 أكتوبر 1923  |
| النائب مسؤول الصحة والتضامن الاجتماعي | رضا نور بك               | 14 أغسطس 1923 / 27 أكتوبر 1923  |
| النائب مسؤول الأشغال العامة           | فوزي بك (بيرينشي أغلو)   | 14 أغسطس 1923 / 27 أكتوبر 1923  |